# Fontainebleau
Fontainebleau (pronuncia francese /fõtɛnblo/, italianizzata in /fontemˈblo(*)/; nell'italiano antico Fontanablò o meno comunemente Fontanableò) è un comune francese situato nel dipartimento di Senna e Marna nella regione dell'Île-de-France. La cittadina è capoluogo di arrondissement e di cantone. In francese, i suoi abitanti si chiamano Bellifontains /bɛlifõˈtɛ̃/.
È nota per l'omonimo castello.

## Geografia fisica
Fontainebleau si trova a sud-ovest del dipartimento della Senna e Marna, estendendosi per circa 17 205 ettari, è il comune più vasto della regione Île-de-France. Si trova a 70 km a sud-est di Parigi e a 17 km a sud di Melun, forma un unico agglomerato urbano con Avon. Gran parte del suo territorio è ricoperto da una grande foresta che conta complessivamente 25 000 ettari. Questa foresta, fin dai secoli precedenti, fu un luogo di villeggiatura per i parigini, i quali venivano per piacevoli passeggiate e per rinfrescarsi all'ombra degli alberi.
Al giorno d'oggi inoltre, grazie alle grandi pareti rocciose, è rinomata anche per la pratica sportiva dell'arrampicata. Inoltre vi si possono trovare diversi minerali di quarzo allo stato grezzo. Negli ultimi anni il Dipartimento delle foreste vi ha piantato molte conifere (dell'ordine dei pinales) contro la deforestazione, ma questo provvedimento è stato duramente criticato da alcuni, che lo accusavano di alterazione distruttiva dell'ecosistema originale.

## Storia
Dal toponimo latino Fons Bellaquaeus deriva Fontaine Belle Eau o Fontaine Belleau (fontana dalla bell'acqua), contratta poi in Fontainebleau. All'inizio fu un ritrovo di caccia per il re Luigi VII, il quale vi fece costruire anche una piccola cappella, e successivamente fu apprezzata da Luigi IX che vi fece edificare una villetta personale e un ospedale. Nel XVII secolo venne notevolmente apprezzata da Elisabetta Carlotta del Palatinato, sposa di Filippo I.
Per più di sette secoli, da Luigi VI (1081-1137) a Napoleone III (1808-1873), numerosi sovrani vi hanno soggiornato per la bellezza della foresta circostante e la tranquillità che vi si poteva trovare così vicino a Parigi. Inoltre tra XVI e XVIII secolo, tutti i re effettuarono cambiamenti di ordine strutturale alla cittadina, e proprio da ciò deriva il carattere molto eterogeneo (ma al contempo armonioso) del Castello di Fontainebleau, dapprima residenza di caccia poi ingrandita sotto Francesco I.
Il 18 ottobre 1685 Luigi XIV vi firmò il famoso Editto di Fontainebleau, che costituiva la revoca dell'Editto di Nantes, costringendo così all'esilio molti protestanti. Nel 1725 vi si tenne il matrimonio di Luigi XV. Il 29 ottobre 1807 Manuel Godoy, allora primo ministro del re spagnolo Carlo IV e Napoleone I vi firmarono il trattato che autorizzava il passaggio delle truppe francesi in terra di Spagna dirette in Portogallo. Lo stesso imperatore vi firmò l'atto di abdicazione nel 1814 (Trattato di Fontainebleau).
Nel 1848, sotto pressione popolare, la foresta di Fontainebleau fu dichiarata "riserva artistica" per difenderla dalla minaccia di un dissennato disboscamento. Lo scopo era quello di permettere agli artisti della scuola di Barbizon di poter continuare a ritrarre gli incantati paesaggi naturali che essa offriva. Fu questo il primo provvedimento pubblico di tutela della natura della storia, anche se promosso e realizzato con finalità estetiche e non naturalistiche.
Proprio per questo primato, cento anni dopo (1948), fu deciso di fondare l'Unione Internazionale per la Conservazione della Natura (IUCN) proprio nella città di Fontainebleau.
La foresta è rinomata per la sua biodiversità e per la sua dimensione (17 000 ettari di foresta demaniale e 25 000 dell'intero complesso).

## Società

### Evoluzione demografica
Abitanti censiti

## Cultura

### Istruzione
Fontainebleau è la sede primaria dell'INSEAD (Institut Européen d'Administration des affaires), fondato nel 1957 come scuola di direzione aziendale e istituto di ricerca di carattere internazionale.
È considerata una delle migliori scuole del mondo, caratterizzata dall'attenzione alla diversità culturale e la prospettiva globale dei suoi corsi. Offre corsi a livello di dottorato di ricerca e di MBA nei suoi due campus in Europa (Fontainebleau) e Asia (Singapore). È accreditata AACSB, EQUIS e AMBA.

## Infrastrutture e trasporti
Nella limitrofa Avon si trova una la stazione di Fontainebleau-Avon posta lungo la linea Parigi-Marsiglia servita dai treni regionali TER Bourgogne-Franche-Comté e da quelli suburbani della linea R del Transilien.

## Amministrazione

### Gemellaggi
- Costanza, dal 1983
- Richmond upon Thames, dal 1983
- Siem Reap dal 2000[10]
- Lodi, dal 2011